# Franz Hanfstingl
Franz Hermann Hanfstingl, född 1941, är en tysk skådespelare.

## Filmografi (urval)
- 2000 - Der Bulle von Tölz - www.mord.de
- 1996 - Bortom tystnaden
- 1995 - Am Morgen danach
- 1988 - Zur Freiheit
- 1985 – Sällskapsresan 2 - Snowroller
- 1976 - 21 Hours at Munich

## Fotnoter
1. ↑  Internet Movie Database, IMDb-ID: nm0359831co0047972.[källa från Wikidata]
2. ↑  läs online, www.ids-ev.eu .[källa från Wikidata]
3. ↑  Katalog der Deutschen Nationalbibliothek, Deutsche Nationalbibliotheks katalog-id-nummer: 1062278291, läst: 26 juni 2020.[källa från Wikidata]